# مالكوم فرنسيس مارش
مالكوم فرنسيس مارش (بالإنجليزية: Malcolm F. Marsh)‏ هو محامي وقاضي أمريكي، ولد في 24 سبتمبر 1928 في بورتلاند في الولايات المتحدة.